# Синема+
Cinema+ е български филмов телевизионен канал, собственост на „Розенфелд и Ко“ АД и излъчван от 2015 до 2021 г. в програмния пакет на Булсатком. От 2022 г. каналът се излъчва от оператора Поларис Медия.
Каналът предлага филмови заглавия от различни жанрове: драма, романтика, биографични и исторически заглавия. Присъстват филми от европейското кино.